# Joseph Benz
Joseph „Sepp“ Benz (ur. 20 maja 1944 w Zurychu, zm. 5 lutego 2021 tamże) – szwajcarski bobsleista. Czterokrotny medalista olimpijski.
Jeden z najbardziej utytułowanych bobsleistów drugiej połowy lat 70. Jego stałym partnerem był pilot Erich Schärer. Dwa razy startował na igrzyskach olimpijskich (Innsbruck 1976 i Lake Placid 1980) i na obu zdobywał po dwa medale, w tym w 1980 został mistrzem w dwójkach. Trzy razy był mistrzem świata, a łącznie osiem razy stawał na podium tej imprezy.